# Escolo deras Pireneos
L'Escolo deras Pireneos (ou Ecole des Pyrénées) était une association crée à Saint-Gaudens en 1904 par Bernard Sarrieu dans le but d'enseigner et promouvoir la langue gasconne. 
À la suite de Frédéric Mistral, Bernard Sarrieu fonda en 1904 à Saint-Gaudens l'Escolo deras Pirenéos, qu'il présenta comme une école félibréenne (comme l'Escole Gastou Febus et l'Escolo Moundino) pour le Comminges, le Couserans, le Nébouzan, les Quatre Vallées et le Val d'Aran. Elle fut dissoute en 1999.
Il crée une revue mensuelle, Era Bouts dera Mountanho et un almanach, l'Armanac dera Mountanho. Il cherche à développer l'activité de l'école, en appliquant les mêmes recettes que celles de Mistral : concours, revues, jeux floraux, félibrées…

## Membres célèbres
- Laurent Ruffié vainqueur de jeux floraux,
- Raymond Lizop, président,
- Louis Dulhom-Noguès (Louis Barbet), rédacteur,
- Adelin Moulis, cofondateur, majoral du Félibrige, dix fois lauréat de ses Jeux floraux,
- Danton Cazelles, membre en 1932, et collaborateur permanent de la revue Era Bouts dera Mountanho (sous le pseudonyme Jan Pitchou)
- L'abbé Honoré Dalmbielle,
- ponctuellement Philadelphe de Gerde, Pierre Bacquié-Fonade